# The Return of Bruno
The Return of Bruno è un film comico del 1987 diretto da James Yukich.

## Trama
Si tratta di un film con protagonista Bruce Willis con il suo immaginario alter ego "Bruno Radolini", un leggendario cantante blues. Un certo numero di musicisti famosi come Elton John, Phil Collins e Ringo Starr, appaiono nel film come se stessi rendendo omaggio a Radolini.
Tutti i brani vengono dal musical album di Bruce Willis The Return of Bruno.

## Produzione

### Camei
- Michael J. Fox
- Elton John
- Bill Graham
- Dick Clark
- Joan Baez
- Jon Bon Jovi
- Phil Collins
- John Lennon
- Clive Davis
- Barry Gibb
- Maurice Gibb
- Robin Gibb
- Tommy Goodwin
- Wolfman Jack
- Chip Monck
- Graham Nash
- Grace Slick
- Paul Stanley
- Ringo Starr
- Stephen Stills
- Victory Tischler-Blue
- Brian Wilson